# لینو یانوتسی
لینو یانوتسی (ایتالیایی: Lino Jannuzzi؛ زادهٔ ۲۰ فوریه ۱۹۲۸ – درگذشتهٔ ۷ اوت ۲۰۲۴) روزنامه‌نگار و سیاستمدار اهل ایتالیا بود.
در ۱۹ اکتبر ۱۹۹۱، او جووانی فالکونه را متهم ساخت که فعالیت‌های علیه مافیای سیسیل دلیل اصلی ناتوانی دولت در مبارزه با این سازمان جنایی است.
از فیلم‌هایی که وی در آن‌ها نقش داشته است، می‌توان به جسدهای سرشناس  اشاره کرد.